# Liberalistene
Liberalistene (Nederlands: De libertairen) is een libertarische partij in Noorwegen. Het is sinds 2014 de politieke erfgenaam van de in 1992 heropgerichte partij DLF, die in 2017 werd ontbonden. De partij heeft geen verkozenen.
Voor een internationaal publiek noemt de partij zich Capitalist Party. De kleur paars en een fakkel zijn de partijsymbolen.

## Geschiedenis

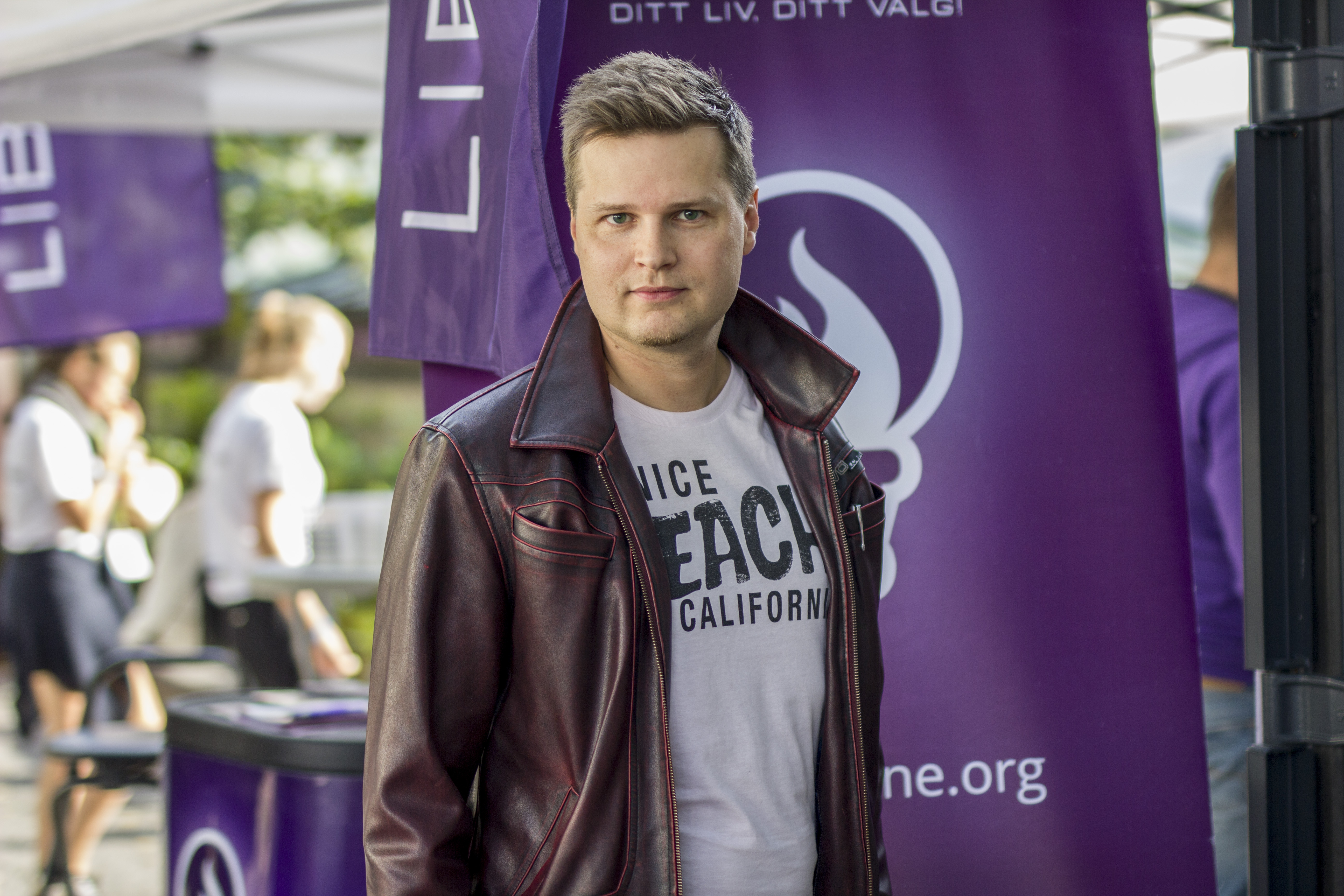
Arnt Rune Flekstad is sinds 2015 de partijvoorzitter.

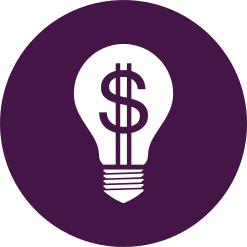
Logo van de jongerenbeweging Liberalistisk Ungdom. De organisatie is ouder dan de partij Liberalistene.

### Det Liberale Folkeparti (1992-2017)
Het klassieke liberalisme in Noorwegen kende in 1992 een nieuwe opflakkering. Er werd besloten om de naam Liberale Volkspartij te gebruiken voor een politieke partij. Met onder meer mensen uit de Fremskrittspartiet en aanhangers van het laissez-faire-beginsel, ging het nieuwe Det Liberale Folkeparti (DLF) voluit voor een politiek programma waarin individuele vrijheid en het kapitalisme centraal stonden.
De parlementsverkiezingen van 2009 waren de beste in de geschiedenis van DLF. Men nam deel in 3 van de 19 provincies en haalt daar telkens ongeveer 0,1% van de stemmen. Ondanks dit succes werd intern binnen de partij geconcludeerd dat de partij moest verruimen en verjongen, teneinde haar ideologie laagdrempeliger en meer met behulp van nieuwe media aan de kiezer aan te bieden. Toen een nieuwe generatie afkomstig van de jongerenbewegingen van DLF (DLF-U) en Frp (FpU) in 2014 uiteindelijk besloot een nieuwe partij op te richten, meldde de jongerenbeweging van DLF (Liberalistisk Ungdomsparti) meteen de aanhechting tot het kersverse Liberalistene. Dit maakt dat de jongerenpartij ouder is dan de moederpartij. Ook qua naamgeving is de naam Liberalistene geïnspireerd op de jongerenbeweging.
De eerste doelstelling van Liberalistene was om naamsbekendheid te creëren in alle 19 provincies van Noorwegen bij de parlementsverkiezingen van 2017. Hoewel DLF officieel nog bestond verklaarde zij niet meer te zullen opkomen, opdat zij een weg zou ruimen voor Liberalistene. Samen met een persbericht van DLF's partijleider Vegard Martinsen om massaal van de nieuwe partij lid te worden en de steun te verlenen voor deze verkiezingen, hield DLF de facto op met te bestaan. Liberalistene slaagde erin om nationaal 0,2% van de stemmen te halen, wat geen zetel opleverde, maar wel net genoeg stemmen om een officieel geregistreerde en dotatiegerechtigde partij te blijven. Het resultaat is tevens een verdubbeling van het beste resultaat dat haar voorganger DLF ooit heeft gehaald. DLF werd aan het einde van datzelfde jaar formeel ontbonden. Martinsen en vele andere oud-leden van DLF zijn nu lid van Liberalistene.

### Campagnebeeld 2017-heden
Liberalistene heeft van alle Noorse partijen het derde grootste YouTube-kanaal in aantal video's en is dagelijks actief op sociale media. Op deze sociale media werkt de partij samen met ideologische medestanders zoals Sløseriombudsmannen (de ombudsman voor verkwisting), een anoniem profiel dat allerhande overheidssubsidies en -investeringen aan de kaak stelt. De 'vrijheidsmascotte' en gimmick Libertinius, een gepersonificeerd paars vrijheidsbeeld, is actief om het libertarisch gedachtegoed op humoritische wijze laagdrempelig en begrijpbaar te maken. Hierbij worden internetmemes niet geschuwd. Hoewel zowel de mascotte als de 'ombudsman' aan de partij worden gelinkt, opereren de initiatiefnemers echter onafhankelijk en niet op aansturing van Liberalistene.
Deze activiteit staat in contrast met de matige aandacht die de partij in klassieke media krijgt. Vele krantenartikels zijn hooguit opiniestukken die door lokale of regionale partijvoorzitters worden ingestuurd. Door de scherpe toon ten aanzien van het sociaaldemocratische gedachtegoed (dat door quasi onafgebroken socialistisch bestuur na de Tweede Wereldoorlog in Noorwegen relatief sterk verankerd is) plaatst de partij zich inhoudelijk tegenover iedere partij waarbij de uitbouw van een grote welvaartsstaat met vele verantwoordelijkheden een focaal programmapunt is. In vele sectoren die direct van de Noorse overheid afhankelijk zijn, zoals gezondheidszorg en (hoger) onderwijs, zorgt deze compromisloze houding voor onbegrip. In de aanloop naar de verkiezingen van 2017 werd de partij door verschillende schooldirecties geweigerd om aan schooldebatten deel te nemen.
In het najaar van 2018 in kader van het protest tegen de hoge wegentol in de Noorse steden betaalde de partij de boete van een veroordeelde activist die een wegblokkade organiseerde op een van de drukste invalswegen naar Oslo.

## Ideologie
De partij schoeit net als haar voorganger haar standpunten op een libertarische leest. Kapitalisme, het non-agressieprincipe en de individuele vrijheid zijn belangrijke uitgangspunten. Zo vormen budgettaire orthodoxie, het grondig afslanken van de overheid, lage belastingen, het uit de strafwet halen van zogenaamde slachtofferloze handelingen (druggebruik en -handel, vrijheid van meningsuiting...), de individualisering van de strafwet (lidmaatschap van een collectief mag strafrechtelijk geen uitgangspunt vormen, ieder is verantwoordelijk voor zijn handelingen), vrij wapenbezit en volledige vrijhandel belangrijke strijdpunten. Verder is de partij waakzaam voor corporatisme en monopolies die volgens de partij in de hand worden gewerkt door overheidssteun aan bedrijven.
Naast de afschaffing van de dienstplicht is de partij ook republikeins en ziet zij liever een ontmanteling van de monarchie en staatskerk. Deze thema's zijn echter geen prioritaire strijdpunten en komen in de campagnes van de partij weinig aan bod. Op vlak van migratie staat de partij een open grenzenbeleid voor met als kardinale voorwaarde dat de toegang tot de sociale zekerheid enkel verleend wordt aan diegenen die tot de binnenlandse economie bijdragen en dus belastingen betalen. Omdat dit niet geval is en zolang de sociale zekerheid onvoorwaardelijk gunsten en diensten verleent aan migranten in armoede, pleit de partij voor gesloten grenzen. De partij meent dat werkende migranten de samenleving kunnen verrijken en versterken. Zij meent dat een multiculturele samenleving verenigbaar is met een libertarische samenleving waarin ieder voor zichzelf verantwoordelijk is, maar waarin ieder ook andermans keuze respecteert zolang die keuze andersmans vrijheid niet berooft. Cultuur en godsdienst mogen voor de partij dan ook geen voorwerp zijn van overheidssteun.
Hoewel de partij zich distantieert van de links-rechts-positionering binnen het politieke spectrum, heeft de partij duidelijke rechtse economische standpunten. De partij plaatst zich op dat vlak rechtser dan alle andere Noorse politieke partijen. Wat de ethische standpunten betreft wordt de partij dan weer als zeer links aanzien. De minst natuurlijke bondgenoten van Liberalistene zijn socialistische en ecologistische partijen. De partij staat sceptisch tegenover de vaststelling dat de mens verantwoordelijk is voor de opwarming van de Aarde en wordt daardoor geassocieerd met rechts-populistische bewegingen. De links-rechts-benadering is dus niet sluitend en afhankelijk per thema, maar de inhoud helt overwegend naar de rechterkant.